# Амело де Шайю, Леон Эдуар
Граф Леон Эдуар Амело де Шайю (фр. Léon-Édouard Amelot de Chaillou; 7 октября 1832, Санлис — 12 февраля 1904, Кап-д’Ай) — французский дипломат. Внук министра королевского двора Антуана Жана Амело де Шайю.
Младший сын Антуана Виктора Анна Дижона Амело де Шайю (1784—1846), аристократа и военного, затем мэра города Ножан-сюр-Верниссон, и его жены Селины, урождённой Шаго де Фе (1797—1881); известен портрет Селины Амело де Шайю с детьми работы Франсуа Жозефа Кинсона, написанный, однако, до рождения Леона.
На дипломатической службе с 1853 г. Работал во французских посольствах в Дании (с 1858 г.), России (с 1862 г.), Греции (с 1863 г.), в феврале-ноябре 1864 г. временный поверенный в делах Франции в Греции. Затем во французских представительствах во Франкфурте и Стокгольме, в 1866 г. назначен во французское посольство в Аргентине, в 1870—1873 гг. временный поверенный в делах. В 1873—1875 гг. в посольстве в Баварии, затем работал в Берне и Риме. В 1878—1882 гг. посол Франции в Аргентине. В 1882—1890 гг. посол Франции в Бразилии. В 1890—1892 гг. посол Франции в Черногории, пользовался особым доверием князя Николая.
С 1892 г. в отставке, жил в Париже, Гранвиле и в фамильном замке Шантелу в Нормандии. Был женат (с 1866 г.) на Мари Розали Альфонсине Эммануэли, урождённой дю Алле-Коэткан (1843—1932), дочери Жана дю Алле-Коэткана (1799—1867), капитана королевской гвардии при Карле X, и внучке графа де Карамана.
Похоронен в Монако.